# 塩田沙代
久保 沙代（くぼ さよ、旧姓・塩田(しおた)、1989年3月21日 - ）は、香川県出身のハンドボール選手。日本ハンドボールリーグの北國銀行元主将。東京オリンピック日本代表。大同特殊鋼のGK久保侑生選手と結婚。

## 略歴
香川県出身。香川県立高松商業高等学校入学後にハンドボールを始め、インターハイなどの全国大会に出場。3年生時にU-20日本代表候補に選出される。
2007年3月に高校卒業後、実業団の香川銀行チームハンドに入団。同年7月、香川県出身者として初めてU-20日本代表に選出され、カザフスタンで開催された第9回女子ジュニアアジア選手権に出場。翌2008年にマケドニアで開催された第16回世界女子ジュニア選手権大会に出場。香川銀行ではジャパンオープンハンドボールトーナメント優勝に貢献。
2010年は日本代表に選出され、ジャパンカップに出場。7月、日本リーグ勢も参加している第51回全日本実業団ハンドボール選手権大会でベストセブン賞を受賞。11月、広州アジア大会に出場する日本代表に選出され、銀メダルを獲得した。
2013年に日本ハンドボールリーグの北國銀行へ移籍。背番号は「5」。2013-14年シーズン・プレーオフ準決勝の広島メイプルレッズ戦では試合終了間際に同点に追いつくシュートを決めるなどチーム最多7得点の活躍で決勝進出に貢献した。
2014-15年シーズンはチームのレギュラーシーズン1位に貢献し、ベストディフェンダー賞を受賞。プレーオフでも優勝に貢献し、最高殊勲選手賞を受賞した。2015年3月、第15回女子アジア選手権に出場する日本代表メンバーに選出され、銀メダルを獲得。
2015-16年シーズンはベストディフェンダー賞を2年連続で受賞した。
2016-17年シーズンは3年連続3回目となるベストディフェンダー賞を受賞。
2017-18年シーズンも4年連続でベストディフェンダー賞を受賞した。
2018-19年シーズンも5年連続となるベストディフェンダー賞を受賞。
2021年7月開幕の東京オリンピック日本代表に選出される。
日本リーグ2021－22シーズンをもって現役引退。

## 詳細情報

### 年度別成績
| 年       | チーム   | 試合 | フィールド 得点 | 率   | 7m  | 合計    | 警告 | 退場 | 失格 |
| -------- | -------- | ---- | --------------- | ---- | --- | ------- | ---- | ---- | ---- |
| 2013-14  | 北國銀行 | 18   | 51/121          | .421 | 0/0 | 51/121  | 2    | 2    | 0    |
| 2014-15  | 北國銀行 | 18   | 64/123          | .520 | 0/0 | 64/123  | 9    | 7    | 0    |
| 2015-16  | 北國銀行 | 11   | 28/54           | .519 | 4/6 | 32/60   | 3    | 1    | 0    |
| 2016-17  | 北國銀行 | 18   | 21/49           | .429 | 0/0 | 21/49   | 8    | 4    | 0    |
| 2017-18  | 北國銀行 | 23   | 18/30           | .600 | 0/0 | 18/30   | 6    | 3    | 0    |
| 2018-19  | 北國銀行 | 24   | 15/30           | .500 | 0/0 | 15/30   | 7    | 3    | 0    |
| JHL：6年 | JHL：6年 | 112  | 197/407         | .484 | 4/6 | 201/413 | 35   | 20   | 0    |

- 各年度の太字はリーグ最高

### タイトル・表彰

#### 日本ハンドボールリーグ
- 最高殊勲選手賞：1回 (2014年)
- ベストディフェンダー賞：5回 (2014年・2015年・2016年・2017年・2018年)

#### 社会人選手権
※前身の実業団選手権含む
- ベストセブン：2回 (2010年・2016年)

### 記録

#### 日本ハンドボールリーグ
- フィールドゴール初得点：2013年8月31日、対三重バイオレットアイリス戦（小松総合体育館）[17]
- 7mスロー初得点：2016年1月9日、対飛騨高山ブラックブルズ岐阜戦（小松総合体育館）[18]
- 通算200得点：2019年2月23日、対大阪ラヴィッツ戦（八尾市立総合体育館「ウイング」）[19]

### 背番号
- 5 (2013年 - 2022年)

## 代表歴

### 日本代表
- オリンピック（2020東京）
- オリンピック予選 (リオデジャネイロ五輪アジア予選/世界最終予選)
- 世界選手権 (2017年、2019年)
- アジア選手権 (2010年・2015年・2017年・2018年)
- アジア競技大会 (2010年・2018年)
- ジャパンカップ (2010年・2017年・2018年・2019年)
- ヒロシマ国際大会 (2010年・2015年・2016年)
- 日韓定期戦 (2016年・2017年・2018年・2019年)
- おりひめJAPAN トライアルゲームズ (2018年)

#### 大会別成績
| 年     | 大会                  | 対戦国                  | フィールド 得点 | 率    | 7m  | 合計 | 警告 | 退場 | 失格 |
| ------ | --------------------- | ----------------------- | --------------- | ----- | --- | ---- | ---- | ---- | ---- |
| 2015年 | リオ五輪 アジア予選   | ウズベキスタン戦        | 1/3             | .333  | 0/0 | 1/3  | 0    | 0    | 0    |
| 2015年 | リオ五輪 アジア予選   | 中華人民共和国戦        | -               | -     | -   | -    | -    | -    | -    |
| 2015年 | リオ五輪 アジア予選   | カザフスタン戦          | -               | -     | -   | -    | -    | -    | -    |
| 2015年 | リオ五輪 アジア予選   | 韓国戦                  | -               | -     | -   | -    | -    | -    | -    |
| 2016年 | リオ五輪 世界最終予選 | チュニジア戦            | 1/2             | .500  | 0/0 | 1/2  | 0    | 0    | 0    |
| 2016年 | リオ五輪 世界最終予選 | オランダ戦              | 0/1             | .000  | 0/0 | 0/1  | 1    | 1    | 0    |
| 2016年 | リオ五輪 世界最終予選 | フランス戦              | 0/1             | .000  | 0/0 | 0/1  | 0    | 0    | 0    |
| 2017年 | 世界選手権            | ブラジル戦 (予選)       | 1/1             | 1.000 | 0/0 | 1/1  | 0    | 1    | 0    |
| 2017年 | 世界選手権            | デンマーク戦 (予選)     | 1/1             | 1.000 | 0/0 | 1/1  | 0    | 0    | 0    |
| 2017年 | 世界選手権            | モンテネグロ戦 (予選)   | 0/0             | -     | 0/0 | 0/0  | 1    | 0    | 0    |
| 2017年 | 世界選手権            | ロシア戦 (予選)         | 0/1             | .000  | 0/0 | 0/1  | 0    | 1    | 0    |
| 2017年 | 世界選手権            | チュニジア戦 (予選)     | 0/2             | .000  | 0/0 | 0/2  | 0    | 1    | 0    |
| 2017年 | 世界選手権            | オランダ戦 (決勝T1回戦) | 0/0             | -     | 0/0 | 0/0  | 0    | 0    | 0    |

### 日本代表U-20
- ジュニア世界選手権 (2008年)
- ジュニアアジア選手権 (2007年)